# Elmdale (Kansas)
Elmdale è un comune degli Stati Uniti d'America, situato nello Stato del Kansas, nella contea di Chase.